# Walter Van Hauwe
Walter Van Hauwe   (Delft, 16 de novembre de 1948) és un tècnic de gravacions holandès.
Després de les lliçons a l'escola de música de Delft, on el seu pare era el director Pierre van Hauwe, Hauwe va estudiar per enregistrador amb Frans Brüggen al Conservatori Reial de l'Haia. Treballant amb Kees Boeke va desenvolupar un controvertit sistema educatiu anomenat sistema BLOK (bloc). Ha estat professor de gravació al Conservatori de Sweelinck des de 1971, i també ensenya interpretació històrica al "Royal College of Music", entre els seus alumnes tingué la figuerenca Sara Parés Masdevall. El 2002 va rebre el premi "Prins Bernard Music Award" holandès. Hauwe ha actuat o ha treballat amb Quadro Hotteterre, Little Consort, Sour Cream i Maarten Altena Ensemble. Ha gravat per a Telefunken, Vanguard, Columbia-Denon, RCA, CBS, Attacca i Channel Classics / Moeck.
És l'autor de The Modern Recorder Player, publicat per Schott.